# Commissario europeo della Grecia
Il commissario europeo della Grecia è un membro della Commissione europea proposto al Presidente della Commissione dal Governo della Grecia.
La Grecia ha diritto ad un commissario europeo dal 1º gennaio 1981, anno della sua adesione alla Comunità Economica Europea.

## Lista dei commissari europei della Grecia
| Commissario            | Competenza                                                   | Commissione      | Periodo        | Partito |
| ---------------------- | ------------------------------------------------------------ | ---------------- | -------------- | ------- |
| Apostolos Tzitzikōstas | Trasporti e turismo sostenibile                              | von der Leyen II | 2024-in carica | ΝΔ      |
| Margaritīs Schoinas    | Promozione dello stile di vita europeo (Vicepresidente)      | von der Leyen I  | 2019-2024      | ΝΔ      |
| Dimitris Avramopoulos  | Migrazioni, Affari interni e Cittadinanza                    | Juncker          | 2014-2019      | ΝΔ      |
| Maria Damanakī         | Pesca e Affari marittimi                                     | Barroso II       | 2010-2014      | ΠΑΣΟΚ   |
| Stauros Dīmas          | Ambiente                                                     | Barroso I        | 2004-2010      | ΝΔ      |
| Stauros Dīmas          | Occupazione e Affari sociali                                 | Prodi            | 2004           | ΝΔ      |
| Anna Diamantopoulou    | Occupazione e Affari sociali                                 | Prodi            | 1999-2004      | ΠΑΣΟΚ   |
| Chrīstos Papoutsīs     | Energia e Turismo                                            | Santer e Marín   | 1995-1999      | ΠΑΣΟΚ   |
| Iōannīs Palaiokrassas  | Ambiente                                                     | Delors III       | 1993-1995      | ΝΔ      |
| Vasō Papandreou        | Occupazione, Relazioni industriali e Affari sociali          | Delors II        | 1989-1993      | ΠΑΣΟΚ   |
| Grigoris Varfis        | Relazioni con il Parlamento e Politica regionale             | Delors I         | 1985-1989      | ΠΑΣΟΚ   |
| Giorgios Contogeorgis  | Trasporti, Pesca e Coordinamento delle Politiche del Turismo | Thorn            | 1981-1985      | ΝΔ      |